# Golf d'Houlgate
De Golf d' Houlgate is een golfclub in Gonneville in de Franse regio Normandië.
De club werd in 1996 opgericht. De baan werd door Dave Thomas en Peter Allis ontworpen. De par van de baan is 71.
Houlgate is een van de 45 Blue Green - golfbanen in Frankrijk. Blue Green is een organisatie van 45 golfclubs in Frankrijk en één golfclub in België die de clubs adviseert met betrekking tot onder meer beheer, natuurontwikkeling, les geven en marketing. Ook organiseert Blue Green het Frans Ladies Open van de Ladies European Tour en het l'Allianz Open Côtes-d'Armor Bretagne van de Europese Challenge Tour.